# الصالحية (الكويت)
الصالحية ، منطقة من مناطق محافظة العاصمة في الكويت. وقد سميت المنطقة بهذا الاسم نسبت إلى الملا صالح محمد العنزي سكرتير الشيخ أحمد الجابر الصباح ، وذلك لوقوع مسجد الملا صالح في تلك المنطقة التي يخترقها شارع فهد السالم الشهير . وهي منطقة تجارية ضمن حدود العاصمة ، وتقع في غرب العاصمة . وتحتوي المنطقة على مجمع الصالحية الشهير، يقع مقر وزارة الأعلام التابع للقنوات تلفزيون الكويت مثل القناة الثانية الإنجليزية وقناة الثالثة الرياضية والقناة الرابعة القرين.